# Физика ускорителей
Физика ускорителей — раздел физики, изучающий динамику частиц в ускорителях, а также многочисленные технические задачи, связанные с сооружением и эксплуатацией ускорителей частиц.
Физика ускорителей включает в себя вопросы, связанные с получением и накоплением частиц (электроны, позитроны, протоны, мюоны, ионы, нейтрино, нейтроны) в самых разнообразных типах ускорителей: динамику частиц, продольную (ускорение, принцип автофазировки) и поперечную (фокусировка, бетатронные колебания); нелинейные колебания (динамическая апертура, эффекты встречи); взаимодействие частиц друг с другом и с элементами ускорителя (коллективные эффекты, охлаждение пучков); синхротронное излучение; поляризация пучков; и многое, многое другое. Технические вопросы касаются создания высокого вакуума, электронных пушек, источников ионов, ускоряющих структур (вч-резонатор), разнообразных магнитных элементов (поворотный магнит, квадрупольная линза, соленоид), импульсных магнитов, сверхпроводящих магнитов, инструментов диагностики пучка (пикапы, диссекторы, поляриметры).